# Bruno Uvini
Bruno Uvini Bortolança (Capivari, 3 de junho de 1991) é um futebolista brasileiro que atua como zagueiro. Atualmente joga no Vitória.

## Carreira
De ascendência italiana, começou ainda na infância na escolinha de futebol Pinta de Craque, na cidade de Capivari. A escolinha pertence ao pai de Bruno Uvini, conhecido por Tuca - ex-zagueiro da Ponte Preta de Campinas.

### São Paulo
Foi revelado pelo São Paulo, clube onde se destacou e apareceu para o futebol. Em agosto de 2010, após um pedido do treinador Milton Cruz, foi integrado à equipe profissional do tricolor paulista. O jogador realizou sua estreia como profissional no dia 29 de setembro, numa derrota para o Grêmio. Após a partida, o defensor declarou: "Na hora em que fui chamado arrepiei o corpo inteiro, foi muita emoção."

### Tottenham
Em 14 de fevereiro de 2012, o Tottenham concordou em contratar Bruno Uvini por empréstimo até o final da temporada 2011–12, com a opção de tornar a transferência permanente por 3,7 milhões de euros. No entanto, Uvini não correspondeu às expectativas no clube inglês e os Spurs optaram por não contratá-lo em caráter definitivo. Ele saiu sem fazer nenhuma aparição oficial pelo time londrino, tendo atuado em apenas um amistoso contra o Leyton Orient.

### Retorno ao São Paulo
Depois de experiência na Inglaterra, o zagueiro voltou ao São Paulo e já foi relacionado pra 1ª rodada do Campeonato Brasileiro de 2012 pelo técnico Emerson Leão.

### Napoli
Em agosto de 2012, Uvini teve a sua transferência confirmada para o Napoli, da Itália. O São Paulo ficou com metade dos R$7,2 milhões arrecadados na transação. O zagueiro estreou pela equipe no dia 6 de dezembro, começando como titular em uma derrota em casa por 3–1 para o PSV Eindhoven, válida pela Liga Europa da UEFA. Uvini fez sua estreia na Série A em 2 de novembro de 2013, substituindo o lesionado Giandomenico Mesto na vitória por 2 a 1 em casa sobre o Catania.

### Siena
Em janeiro de 2013, mudou-se para o Siena por empréstimo.

### Santos
No dia 29 de março de 2014, acertou com o Santos, aceitou pagar 100 mil reais do seu salário, e foi emprestado até dezembro de 2014. Estreou pelo Peixe no dia 8 de maio, numa vitória por 2 a 1 contra a Princesa do Solimões, válida pela Copa do Brasil. 
Já no dia 17 de julho, num clássico contra o Palmeiras, Bruno Uvini marcou seu primeiro gol como profissional.

### Twente
Após ficar oito meses sem jogar no Napoli, Bruno Uvini foi novamente emprestado, desta vez, para o Twente.

### Al-Nassr
Após uma temporada no Twente, da Holanda, o zagueiro foi contratado pelo Al-Nassr, da Arábia Saudita.
Bruno Uvini ficou por dois anos no Al-Nassr. Em 16 de maio de 2019, Uvini conquistou o título da Liga da Arábia Saudita e contou com a ajuda de uma legião brasileira (Giuliano, Maicon, Maicon e Petros), venceram o Al Batin por 2 a 1 na última rodada da competição, chegou aos 70 pontos e superou o Al Hilal, vice-campeão, que ficou com 69 pontos.

### Al-Wakrah
Em 12 de fevereiro de 2022, o Al-Wakrah anunciou a contratação de Bruno.

### FC Tokyo
Em 2021, Bruno foi contratado pelo FC Tokyo, mas participou de apenas dois jogos da liga. Fez sua estreia e primeiro gol no empate contra Tokushima Vortis.
O último jogo de Bruno Uvini foi no dia 10 de outubro de 2021, quando entrou nos 15 minutos finais da vitória do FC Tokyo sobre o Nagoya Grampus, na liga japonesa.
Em 2022, não foi registrado como jogador porque teve problemas pessoais com o treinador, Albert Pucci Ortoneda. Depois disso, buscou uma transferência para um clube no Japão e no exterior, mas não chegou a um acordo, e ao final, em 29 de agosto do mesmo ano, foi anunciado sua rescisão contratual com o FC Tóquio.

### Grêmio
O Tricolor fechou contrato válido por uma temporada com o zagueiro Bruno Uvini em 8 de dezembro de 2022.
Em 30 de janeiro de 2023, Bruno Uvini fez a sua estreia pelo Grêmio na vitória pelo placar de 1×0 diante do São José jogo válido pelo Gauchão. Bruno marcou seu primeiro pelo Grêmio na vitória tricolor por 3 a 0 contra o Aimoré, pela quinta rodada do Campeonato Gaúcho. Os outros golos na Arena do Grêmio foram marcados por Luis Suárez. Contudo aos 18, Bruno sentiu lesão muscular e deu lugar a Gustavo Martins.
Bruno terminou sua primeira temporada pelo Tricolor  com 32 partidas e marcando dois gols. Devido o despenho satisfatório, ele conseguiu a renovação de contrato. O novo vínculo é válido até dezembro de 2025.

### Vitória
Em 11 de abril de 2024, o Vitória anunciou  a contratação de Bruno Uvini com contrato válido por duas temporadas com o Rubro-Negro. Ele estreou no empate por 2 a 2, no Clássico Ba-Vi, válido pelo Campeonato Brasileiro.
Uvini se tornou titular logo após a equipe sofrer com a falta de zagueiros pela direita. Após perder espaço após uma contusão, fez apenas oito jogos pelo Leão, em 2024.

## Seleção Brasileira
Em 2011, foi convocado pela Seleção Brasileira Sub-20 para disputar o Sul-Americano da categoria, que foi realizado no Peru, no qual foi capitão. Mas abandonou a competição prematuramente depois de uma lesão em jogo contra a Argentina. Bruno fraturou a fíbula depois de um carrinho no início da partida. Depois da operação, Uvini ficou mais 1 mês parado. Retornou aos gramados na primeira rodada do Campeonato Brasileiro contra o Fluminense. Disputou e foi campeão do Mundial Sub-20 em 2011, sendo o capitão da equipe ao longo de toda a competição.
No dia 11 de maio de 2012, Uvini foi convocado pela primeira vez para a Seleção Brasileira principal para defender o Brasil nos amistoso preparatórios para as Olimpíadas de Londres, torneio que disputou com a Seleção Olímpica.
Em 26 de maio de 2012, ele fez sua estreia internacional pela seleção principal, em vitória contra Dinamarca por 3 a 1.

## Estatísticas

### Clubes
Atualizadas até 29 de agosto de 2015
| Clube             | Temporada         | Campeonato nacional | Campeonato nacional | Copa nacional | Copa nacional | Competições continentais¹ | Competições continentais¹ | Outros² | Outros² | Total | Total |
| Clube             | Temporada         | Jogos               | Gols                | Jogos         | Gols          | Jogos                     | Gols                      | Jogos   | Gols    | Jogos | Gols  |
| ----------------- | ----------------- | ------------------- | ------------------- | ------------- | ------------- | ------------------------- | ------------------------- | ------- | ------- | ----- | ----- |
| São Paulo         | 2010              | 2                   | 0                   | 0             | 0             | 0                         | 0                         | 0       | 0       | 2     | 0     |
| São Paulo         | 2011              | 6                   | 0                   | 0             | 0             | 0                         | 0                         | 0       | 0       | 6     | 0     |
| São Paulo         | 2012              | 0                   | 0                   | 1             | 0             | 0                         | 0                         | 0       | 0       | 1     | 0     |
| São Paulo         | Total             | 8                   | 0                   | 1             | 0             | 0                         | 0                         | 0       | 0       | 9     | 0     |
| Napoli            |                   |                     |                     |               |               |                           |                           |         |         |       |       |
| 2012-13           | 0                 | 0                   | 0                   | 0             | 1             | 0                         | 1                         | 0       | 2       | 0     |       |
| 2013-14           | 1                 | 0                   | 0                   | 0             | 0             | 0                         | 0                         | 0       | 1       | 0     |       |
| Total             | 1                 | 0                   | 0                   | 0             | 1             | 0                         | 1                         | 0       | 3       | 0     |       |
| Santos            |                   |                     |                     |               |               |                           |                           |         |         |       |       |
| 2014              | 11                | 2                   | 3                   | 0             | 0             | 0                         | 0                         | 0       | 14      | 2     |       |
| Total             | 11                | 2                   | 3                   | 0             | 0             | 0                         | 0                         | 0       | 14      | 2     |       |
| Twente            |                   |                     |                     |               |               |                           |                           |         |         |       |       |
| 2015-16           | 4                 | 0                   | 0                   | 0             | 0             | 0                         | 0                         | 0       | 4       | 0     |       |
| Total             | 4                 | 0                   | 0                   | 0             | 0             | 0                         | 0                         | 0       | 4       | 0     |       |
| Total na carreira | Total na carreira | 24                  | 2                   | 4             | 0             | 1                         | 0                         | 1       | 0       | 30    | 2     |

¹Em competições continentais, incluindo jogos e gols da Copa Libertadores e Copa Sul-Americana.
²Em outros, incluindo jogos e gols pelo Campeonato Estadual.

### Seleção Brasileira
Expanda a caixa de informações para conferir todos os jogos deste jogador, pela sua seleção nacional.
|   | Data               | Local                       | Resultado | Adversário | Gol(s) | Competição |
| - | ------------------ | --------------------------- | --------- | ---------- | ------ | ---------- |
| 1 | 26 de maio de 2012 | Hamburgo, Alemanha          | 3–1       | Dinamarca  | 0      | Amistoso   |
| 2 | 3 de junho de 2012 | Dallas, Estados Unidos      | 0–2       | México     | 0      | Amistoso   |
| 3 | 9 de junho de 2012 | Nova Jersey, Estados Unidos | 3–4       | Argentina  | 0      | Amistoso   |

Sub-23
|    | Data                | Local                                | Resultado | Adversário    | Gols | Competição                         |
| -- | ------------------- | ------------------------------------ | --------- | ------------- | ---- | ---------------------------------- |
| 1. | 7 de agosto de 2012 | Old Trafford, Manchester, Inglaterra | 3–0       | Coreia do Sul | 0    | Jogos Olímpicos de Londres de 2012 |

## Títulos
São Paulo
- Copa São Paulo de Futebol Júnior: 2010

Al-Nassr
- Campeonato Saudita: 2018–19

Grêmio
- Recopa Gaúcha: 2023
- Campeonato Gaúcho: 2023[30] e 2024

Seleção Brasileira
- Copa Sendai: 2010
- Sul-Americano Sub-20: 2011
- Mundial Sub-20: 2011

### Artilharias
Seleção Brasileira
- Copa Sendai: 2010 (2 gols)